# Зепп Бранниган
Зепп Бранниган (англ. Zapp Brannigan) — персонаж мультсериала «Футурама». Является генералом в «Демократическом союзе планет» и капитаном космического корабля «Нимбус». Показан как уважаемый в глазах начальства и публики герой, но ненавидимый при этом собственной командой. Несмотря на славу отчаянного храбреца и гения стратегии, на деле часто оказывается самовлюблённым, трусливым и недалёкого ума человеком.

## Описание
Бранниган, старший по званию в армии «Демократического союза планет» (Democratic Order of Planets, DOOP) хотя его звание разнится. Он был представлен как «25 star General» («25-звёздный генерал») и «General Major Webelo» («Генерал-майор Бойскаутов») Несмотря на звания и награды, полководческими талантами, мягко говоря, не обладает. Победы Браннигана зачастую обусловлены участием огромного военного контингента против слабых и беспомощных противников, например:
- ковровые бомбардировки Eden 7 (Brannigan Begin Again),
- разгром пацифистов в туманности Ганди (When Aliens Attack)[2],
- победа над колонией стариков в туманности жизни (A Flight to Remember)[1],
- над «слабыми и женоподобными» спайдерианцами с планеты Тарантулон 6 (Three Hundred Big Boys)[3],
- уничтожение населения планеты Сферон 1, закончилось уходом коренного населения (War Is the H-Word)[4].

Зепп гордится своими победами и не преминет при каждом удобном случае их упомянуть. Но стоит против Браннигана выступить настоящему противнику, либо его корабль оказывается выведенным из строя в первую очередь, либо сам Бранниган сбегает при первых залпах вражеских орудий. Любит ввязываться в опасные и бессмысленные авантюры, из которых выбирается за счёт своей команды и старшего помощника Кифа. Их же обычно винит во всех своих неудачах. Его любимая тактика — посылать людей на нелепую смерть. Яркий пример тому — сражение с «Роботами-убийцами», в котором Бранниган посылал в бой эшелон за эшелоном своих людей, пока роботы-убийцы не достигли своего запрограммированного лимита на убийства.
Бранниган однажды был на время отстранён от работы в DOOP вместе с Кифом за то, что уничтожил штаб-квартиру сил DOOP стоимостью 400 миллиардов долларов («Brannigan Begin Again»). Пытаясь пустить зрителям пыль в глаза, Бранниган использовал тактический лазер на своём корабле в режиме Гиперсмерти (Hyperdeath), чтобы перерезать церемониальную ленточку на открытии новой станции, но забыл вовремя его отключить. Безрассудные действия Зеппа также нередко становились причиной военных конфликтов и крупных катастроф, например, нападения декаподианцев — сородичей Зойдберга в серии «A Taste of Freedom», или гибели космического корабля «Титаник» в «A Flight To Remember».
В отношениях с противоположным полом Зепп столь же самоуверен и беспомощен, сколь в военном деле. Не имеет ни малейшего представления о том, что такое романтика (одна из записей в его книге любовных фраз звучит так: «Я считаю сиськи самой эротичной частью женского тела» [«I find the most erotic part of a woman is the boobies»] — «Amazon Women in the Mood»). Лила — одна из немногих женщин, которых ему удалось затащить к себе в постель, после он сказал «Киф, я сделал это с женщиной. Сообщи мужчинам» (Kif, I have made it with a woman. Inform the men). В одной из серий Зепп переспал с Эми Вонг. Он неоднократно был замечен с проститутками, и даже мужчинами в женской одежде. Вообще, его сексуальная ориентация не определена до конца, потому как он клеится ко всем без разбора.
Бранниган любит говорить напыщенно и пафосно, при этом он не может грамотно построить фразу. Он даже не умеет правильно произносить такие слова, как «шампанское» (champagne), «браво» (bravo), «бис» (encore) или «гуакомоле» (это соус или ингредиент в мексиканской кухне) (guacamole). Однако он не считает проблемой собственные хамство и безграмотность. Зепп и его команда носят форму из велюра, несмотря на её крайнюю непрактичность — Бранниган считает, что это очень модно. Возможно также не носит под формой нижнего белья, на что намекает омерзение Кифа, когда тот поднимается вслед за ним по лестнице.
Несмотря на довольно миловидную внешность, у Зеппа довольно большой живот, который он прячет, стягивая его корсетом. Также он носит парик, чтобы не показывать свою лысину.

## Отношения с другими персонажами

### Киф Крокер
Лейтенант Киф Крокер — старший помощник и первый офицер на корабле, для Зеппа является одновременно слугой и козлом отпущения. В его обязанности входит ведение дневника капитана, озвучивание титулов и наград Зеппа, бритьё его подмышек и укладка причёски. Кифу капитан не доверяет, при любом разумном совете Кифа упрекает его в глупости, или трусости, но при первом же удобном случае сваливает на него всю ответственность.
Несмотря на всю свою заносчивость, Бранниган показал в некоторых ситуациях подлинные чувства к Кифу. Например, когда Киф был в положении от Эми, Бранниган помог ему добраться до озера, где родился и сам Киф. Когда Киф всё же родил, он исполнил шаловливый танец и поздравил Кифа. В определённый момент Зепп узнаёт, что он популярен лишь потому, что является высокопоставленным чиновником, красавчиком и везунчиком, и поэтому начинает уважать и ценить преданность Кифа.

### Туранга Лила
При знакомстве с Лилой в эпизоде «Love’s Labours Lost In Space», где-то 13 апреля 3000 года, он довёл всё до интима с ней, соблазнив её жалостью к себе. В последующие случайные встречи Бранниган настойчиво напоминал об этом, подразумевая, что Лила была первой женщиной, с которой он спал («Brannigan, Begin Again»). Бранниган считал, что Лила не сможет противиться собственному похотливому желанию и, в конечном счёте, вернётся к нему, несмотря на все противоречия с её внутренними принципами. Он всегда был настолько уверен в этом, что без раздумья тратил время на всех случайных женщин, возникающих время от времени, даже если сама Лила была где-то рядом. Однако Зепп снова совокупляется с Лилой в эпизоде In-A-Gadda-Da-Leela, хотя это происходит под прицелом звезды смерти и под угрозой уничтожения Земли и абсолютно очевидно, что ни у одного из них нет никакого желания заняться сексом в этот момент.
С другой стороны, Зепп не раз проявлял себя как человек, испытывающий чувства к Лиле. Так в эпизоде «The Problem with Popplers» Зепп рискует жизнью всего человечества, когда пытается обмануть правителя планеты Омикрон Персей 8, отдав ему на съедение вместо Лилы орангутана.

## Закон Браннигана
Закон Браннигана (англ. Brannigan's Law) запрещает общение с неразвитыми мирами («Я не пытаюсь понять закон Браннигана, я его просто навязываю» — как он сам выразился). Официально Закон Браннигана именуется как Директива В10.81 (Directive B10.81).

## Нимбус
Нимбус BP-1729 (англ. Nimbus — нимб, ореол, сияние) — космический корабль Зеппа Браннигана, флагмана флота Демократического Союза Планет (DOOP).
«Нимбус» — чрезвычайно большое судно, способное в одиночку заблокировать или осадить планету целиком, а также служащее для транспортировки армий, достаточно больших для покорения планет, без помощи и поддержки других судов. Этот корабль — пародия на Энтерпрайз NX-01 из сериала «Звёздный путь». Начиная с серии «A Taste of Freedom» регулярно терпит крушения, обычно — из-за глупости капитана. Но при этом его достаточно быстро восстанавливают: к примеру — в серии «Футурама: В дикие зелёные дали» Нимбус был разрезан надвое, а затем врезался в гигантскую фигуру обезьяны для космического мини-гольфа, однако в течение серии восстановлен, или заменён новым, (подобно тому, как был уничтожен и заменён «Энтерпрайз» (NCC-1701) кораблём NCC-1701-A), чтобы снова быть уничтоженным.
Апартаменты Браннигана на борту «Нимбуса» (которые он называет своим «музеем любви» («lovenasium»)) безвкусно украшены велюром, в них находится парящая в воздухе сердцевидная кровать. Она стоит под портретом самого Браннигана, который изображён в позе, явно пародирующей посмертный портрет Джона Кеннеди кисти Аарона Шиклера.

## Создание персонажа

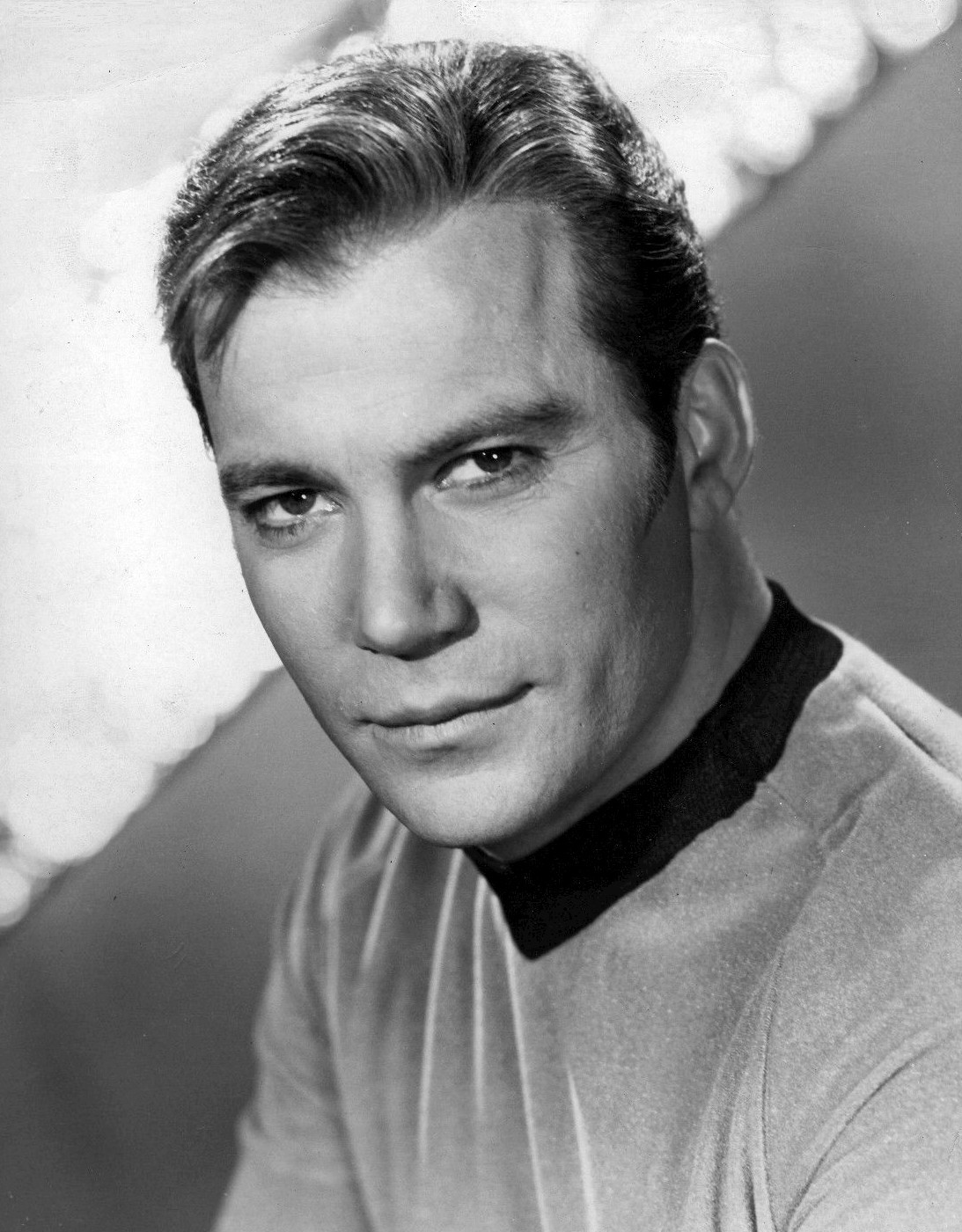
Джеймс Т. Кирк

Персонаж Браннигана основывается на Джеймсе Кирке из сериала «Звёздный путь: Оригинальный сериал», которого играл Уильям Шетнер (две настоящие встречи лицом к лицу были в эпизоде «Where No Fan Has Gone Before»). Создатели сериала представляли себе Браннигана похожим на Уильяма Шетнера в жизни, если бы он был капитаном космического корабля. На DVD при первом появлении Зеппа комментарии создателей повествуют, что в Зеппе «40 % Кирка и 60 % Шетнера».
Первоначально задумывалось, что Браннигана будет озвучивать Фил Хартман. Хартман пробовался на роль, и Мэтт Грейнинг сказал: «Конечно, пусть работает». Позже Хартман был убит, и эта роль досталась Билли Уэсту.
В русском варианте персонаж был озвучен Борисом Быстровым и Александром Коврижных.